# Milichiidae
Milichiidae Schiner, 1862 è una famiglia cosmopolita di insetti dell'ordine dei Ditteri (Brachycera: Cyclorrhapha: Acalyptratae). Insetti di scarso interesse, per quanto concerne le relazioni con l'uomo, presentano al loro interno alcune peculiarità sotto l'aspetto etologico per la frequente ricorrenza di alcune forme di cleptoparassitismo.

## Nomenclatura
Per i Milichiidae non esistono veri e propri nomi comuni di larga diffusione, probabilmente perché poco appariscenti, eterogenei nel comportamento e di limitato interesse nelle relazioni dirette con l'uomo. Secondo Brake, i nomi comuni ricorrenti in letteratura, peraltro raramente, sono stati coniati arbitrariamente dai singoli Autori facendo riferimento a contesti particolari. In inglese sono stati usati i seguenti nomi:
- Filth flies. Questo nome era stato proposto da Sabrosky, uno dei ditterologi che ha contribuito maggiormente, nella seconda metà del XX secolo, allo studio e alla sistematica di questa famiglia. L'associazione con l'idea della sporcizia (filth = sporco), probabilmente fa riferimento alla frequente presenza delle larve negli escrementi e in altri residui organici marcescenti.
- Freeloader flies. Questo nome è stato coniato da Irina Brake, esperta, in campo mondiale, in materia di Milichiidae. Brake, nel proporre questo nome, richiama il cleptoparassitismo, comportamento frequente fra le femmine di questa famiglia: il termine freeloader, intraducibile in italiana se non con l'accezione generica di "parassita", fa riferimento a chi trae vantaggio da altri senza offrire alcuna contropartita[2].
- Ant-mugging flies. Questo nome, la cui effettiva origine non è documentata, ricorre frequentemente nel Web e nei blog tematici come eco recente della documentazione prodotta dal mirmecologo Alex Wild e, secondariamente, da Brake, sull'etologia della specie Milichia patrizii. Questo dittero del Sudafrica è il più noto di un piccolo gruppo di specie afrotropicali del genere Milichia, che si nutrono del rigurgito indotto sulle operaie del genere Crematogaster, immobilizzate in repentine azioni da raid. In questo caso, il nome associa al dittero l'idea del predone (ant, "formica"; mugging, "rapina").

In merito alle altre lingue, Brake cita alcuni esempi, senza dare tuttavia indicazioni sull'effettiva diffusione come nomi comuni. In particolare, in tedesco ricorrerebbero diversi nomi, che fanno evidente riferimento all'etologia delle larve o degli adulti: nistfliegen, per il frequente ritrovamento di larve di questa famiglia nei nidi di uccelli (nist, "nido"; fliegen, "mosche"), futterdiebsfliegen, per il cleptoparassitismo (futter, "foraggio, mangime"; dieb, "ladro"). Un altro nome, Blatthornfliegen, specifico per il genere Phyllomyza, fa riferimento alla singolare morfologia dei maschi di questo genere, che presentano il primo flagellomero e i palpi mascellari notevolmente sviluppati (Blatt, "foglia"; horn, "corno").

## Descrizione

### Adulto
Nella famiglia dei Milichiidae ricorre una certa eterogeneità morfologica. Gli adulti hanno corpo di piccole o piccolissime dimensioni, lungo 1-6 mm, con livrea generalmente di colore nero e tegumento rivestito da un'abbondante pubescenza, ricca di macrochete. L'addome ha spesso riflessi argentati dovuti alla pubescenza. Frequente, in alcuni generi, il dimorfismo sessuale.
Il capo ha la fronte spesso percorsa da bande sclerificate e la faccia piatta o con fossette antennali generalmente poco profonde. Occhi più o meno sviluppati. La chetotassi è piuttosto ricca e complessa. Le setole fronto-orbitali sono rappresentate da 1-4 paia di periorbitali inferiori, medioclinate, 2-3 paia di periorbitali superiori, lateroclinate, e infine un numero variabile, secondo i taxa di interfrontali allineate in due serie simmetriche, da una a 10 paia. Presenti le setole verticali esterne ed interne, le ocellari e le postocellari, queste ultime con varie inclinazioni. Setole postoculari robuste, fra le quali emergono due paia di setole occipitali (interne ed esterne). Vibrisse generalmente presenti e robuste, setole sottovibrissali e genuali di vario sviluppo. La chetotassi è infine completata dalla presenza di un paio di setole, più o meno sviluppate, anche sulla lunula. Le antenne sono brevi e dirette verso il basso, senza particolari peculiarità morfologiche, ma nel maschio di alcune specie si ha uno spiccato sviluppo del primo flagellomero. L'apparato boccale presenta in genere un labbro inferiore lungo, con labella spesso ingranditi e, in alcune specie, i palpi mascellari dei maschi hanno un notevole sviluppo in lunghezza.
Il torace è moderatamente convesso e robusto e presenta anch'esso una chetotassi ricca ed eterogenea. La chetotassi negli scleriti dorsali è composta dalle seguenti formazioni tricoidee: setole acrosticali (a volte un paio prescutellare, il resto rappresentato da peli), dorsocentrali (2-4 paia postsuturali e in genere un paio presuturale), omerali (1-2), postomerali (0-1), notopleurali (2), sopralari (1-3), infralari (0-1), postalari (2) e scutellari. Sugli scleriti pleurali sono presenti setole sul proepisterno, sul mesoepisterno ventrale e sul mesoepisterno dorsale. Le zampe sono generalmente sottili, rivestite da una diffusa pubescenza ma senza setole dorso-apicali sulle tibie. In molte specie possono esserci particolari modificazioni a carico delle tibie posteriori dei maschi, che possono presentarsi più o meno appiattite o ingrossate.
Le ali sono ialine, relativamente ampie e corte, con apice ottuso, lobo anale più o meno pronunciato e alula moderatamente sviluppata. La costa si estende, nella maggior parte dei generi, fino alla media, oppure leggermente oltre R4+5 (in Aldrichiomyza, Paramyia e Xenophyllomyza) e presenta due fratture, l'omerale e la subcostale; in corrispondenza di quest'ultima, nei Milichiinae, il margine forma un incavo più o meno profondo. La subcosta è completa ma molto debole. La radio si divide nei tre rami R1, R2+3 e R4+5, con il primo relativamente breve, terminante entro la metà basale del margine costale, gli altri più o meno della stessa lunghezza, terminanti in posizione subapicale o apicale. La media e indivisa e spesso tende a convergere con R4+5 verso l'apice. La cubito ha il ramo CuA1 relativamente lungo e CuA2 breve e trasverso, confluente sulla prima anale. La vena A1+CuA2 è sempre incompleta, a volte assente o molto breve o ridotta ad una piega della membrana, la seconda anale è presente e ben sviluppata oppure ridotta anch'essa ad una piega. Le nervature trasverse radio-mediale, medio-cubitale basale e medio-cubitale discale sono in genere sempre presenti. Cellule basali, discale e cup presenti. Nel genere Paramyia manca la vena medio-cubitale discale, con conseguente assenza della cellula discale.
L'addome può presentarsi sottile oppure largo e depresso in senso dorso-ventrale. È composto da cinque uriti apparenti. Nelle femmine, gli uriti dal settimo al nono sono sclerificati e telescopicamente retrattili.

### Stadi giovanili
La larva, a maturità, è lunga 4–6 mm, apoda e microcefala, di forma cilindrica, affusolata nel lato craniale. È provvista di aree ambulacrali sul bordo posteriore ventrale dei segmenti addominali, dal primo al settimo.
Il pupario ha la forma ellissoidale-oblunga, di 3–4 mm di lunghezza circa e fino a poco più di 1 mm di larghezza, di colore variabile dal bruno-giallastro al bruno-rossastro scuro.

## Biologia
Le larve dei Milichiidae sono saprofaghe e si sviluppano in genere a spese di materiali organici di origine vegetale, tuttavia ricorre abbastanza frequentemente anche la necrofagia e la coprofagia. Larve di Milichiidae si rinvengono negli escrementi, nel letame, su detriti vegetali di varia natura, compreso il legno in decomposizione, nei rifiuti solidi civili e anche nei formicai e nei nidi di uccelli.
La mirmecofilia, per la sua ricorrenza, è l'aspetto etologico di maggiore importanza citato in letteratura. Non è nota la relazione che intercorre fra i Milichiidae e le formiche, ma, fra le ipotesi formulate, si ritiene che le forme mirmecofile possano essere necrofaghe.
Gli adulti sono frequenti sui fiori e in generale sono glicifagi. L'alimento più frequente è il nettare, ma fra i substrati alimentari si annovera anche la melata. Gli adulti di alcune specie afrotropicali del genere Milichia sono cleptoparassiti associati alle formiche del genere Crematogaster: questi ditteri bloccano le operaie afferrandole per le antenne e ne stimolano il rigurgito del cibo, che assumono per mezzo dell'apparato boccale succhiante. L'azione si svolge in un intervallo di tempo molto breve, al termine del quale si allontanano dalla loro vittima, meritandosi il nome comune, in inglese, di ant-mugging flies.
Un'altra forma di cleptoparassitismo o commensalismo, ricorrente fra gli adulti di diverse specie dei Milichiidae, è l'associazione con artropodi predatori, fra i quali ricorrono i ragni, gli asilidi, i reduvidi, le libellule e le mantidi: la mosca si nutre succhiando i fluidi che fuoriescono dalle vittime catturate dai predatori. In generale i Milichiidae sono di dimensioni molto più piccole e questa caratteristica è spesso sfruttata dal dittero, che in alcuni casi staziona sul torace del predatore. Il cleptoparassitismo nei confronti dei predatori è riscontrato per lo più fra le femmine, perciò si presume che questo comportamento sia associato all'esigenza di soddisfare il fabbisogno proteico necessario alla maturazione delle uova.
I maschi di alcune specie formano sciami danzanti, visibili anche a distanza per la riflettenza causata dai riflessi argentei dell'addome.

## Sistematica e filogenesi

### Filogenesi
La relazione filogenetica dei Milichiidae con gli altri Acalyptratae e la conseguente collocazione sistematica è stata incerta e controversa per lungo tempo e anche nella storia più recente si sono verificate revisioni che hanno formulato proposte non sempre condivise. Questa famiglia, come sottolinea J.F. McAlpine, è caratterizzata da una marcata variabilità morfologica e dalla presenza di caratteri particolari che in altre famiglie ricorrono in modo stabile, ma nei Milichiidae si presentano solo in parte proprio in virtù della loro eterogeneità. Questa particolarità rende difficile la definizione di affinità specifiche, con altri Acalyptratae, che si possano estendere all'intera famiglia. Con l'analisi cladistica, malgrado la loro eterogeneità, i Milichiidae sono considerati un gruppo monofiletico da tutti gli Autori che si sono occupati della loro filogenesi. Differenti sono invece le opinioni sulle loro relazioni filogenetiche.
Molti Autori hanno comunque messo i Milichiidae e i Chloropidae in relazione più o meno stretta: Colless & D.K. McAlpine (1970) includevano Milichiidae e Chloropidae nella superfamiglia Drosophiloidea, Griffiths (1972) nel gruppo dei Chloropidae all'interno del vasto assemblaggio dei Tephritoinea, Willi Hennig (1973) nella superfamiglia Chloropoidea, J.F. McAlpine (1989) nella superfamiglia dei Carnoidea, che in sostanza si identifica con i Chloropoidea sensu Hennig, Buck (2006) rafforza l'ipotesi della stretta relazione fra le due famiglie e le include nei Carnoidea.
A fronte di questa sostanziale convergenza ci sono, invece, controversie in merito alle relazioni fra altre famiglie di Acaliptrati e i Milichiidae sensu stricto o l'insieme dei Milichiidae e dei Chloropidae. Nella letteratura più recente, le controversie più ricorrenti riguardanti la filogenesi dei Milichiidae si basano fondamentalmente sul cladogramma sviluppato da J.F. McAlpine nel Manual of Nearctic Diptera (1989) e sulla definizione della superfamiglia Carnoidea. Nella sua trattazione originaria, McAlpine mise i Milichiidae in relazione con la famiglia Risidae e, a sua volta, questa linea con il clade composto da Chloropidae e Cryptochetidae:
|  | Australimyzidae+?Braulidae |
|  |                            |
|  | Carnidae                   |
|  |                            |

|  | Cryptochetidae+Chloropidae                              |
|  |                                                         |
|  | \| \| Risidae \| \| \| \| \| \| Milichiidae \| \| \| \| |
|  |                                                         |
|  | Risidae                                                 |
|  |                                                         |
|  | Milichiidae                                             |
|  |                                                         |

|  | Risidae     |
|  |             |
|  | Milichiidae |
|  |             |

|  | Cryptochetidae+Chloropidae                              |
|  |                                                         |
|  | \| \| Risidae \| \| \| \| \| \| Milichiidae \| \| \| \| |
|  |                                                         |
|  | Risidae                                                 |
|  |                                                         |
|  | Milichiidae                                             |
|  |                                                         |

|  | Risidae     |
|  |             |
|  | Milichiidae |
|  |             |

|  | Australimyzidae+?Braulidae |
|  |                            |
|  | Carnidae                   |
|  |                            |

|  | Cryptochetidae+Chloropidae                              |
|  |                                                         |
|  | \| \| Risidae \| \| \| \| \| \| Milichiidae \| \| \| \| |
|  |                                                         |
|  | Risidae                                                 |
|  |                                                         |
|  | Milichiidae                                             |
|  |                                                         |

|  | Risidae     |
|  |             |
|  | Milichiidae |
|  |             |

|  | Cryptochetidae+Chloropidae                              |
|  |                                                         |
|  | \| \| Risidae \| \| \| \| \| \| Milichiidae \| \| \| \| |
|  |                                                         |
|  | Risidae                                                 |
|  |                                                         |
|  | Milichiidae                                             |
|  |                                                         |

|  | Risidae     |
|  |             |
|  | Milichiidae |
|  |             |

A prescindere dai dubbi più volte espressi sul carattere monofiletico dei Carnoidea, il cladogramma di J.F. McAlpine è oggi ritenuto superato alla luce delle discussioni e revisioni che si sono susseguite nell'arco di un ventennio, nonostante si mantenga un sostanziale impianto di base. Due sono le tesi significative, quella di Brake (2000, 2007), che colloca la famiglia Acartophthalmidae come clade primitivo rispetto al gruppo Chloropidae+Milichiidae e quello di Buck (2006), che invece colloca i Cryptochetidae come linea primitiva. L'analisi sarebbe attualmente quella più accreditata. La posizione dei Milichiidae, sarebbe pertanto quella indicata nel seguente cladogramma, che riassume le integrazioni allo schema di J.F. McAlpine a seguito delle revisioni proposte da vari autori dagli anni novanta fino al 2007:
|  | Carnidae                                                         |
|  |                                                                  |
|  | \| \| Australimyzidae \| \| \| \| \| \| Inbiomyiidae \| \| \| \| |
|  |                                                                  |
|  | Australimyzidae                                                  |
|  |                                                                  |
|  | Inbiomyiidae                                                     |
|  |                                                                  |

|  | Australimyzidae |
|  |                 |
|  | Inbiomyiidae    |
|  |                 |

|  | Cryptochetidae                                              |
|  |                                                             |
|  | \| \| Chloropidae \| \| \| \| \| \| Milichiidae \| \| \| \| |
|  |                                                             |
|  | Chloropidae                                                 |
|  |                                                             |
|  | Milichiidae                                                 |
|  |                                                             |

|  | Chloropidae |
|  |             |
|  | Milichiidae |
|  |             |

|  | Cryptochetidae                                              |
|  |                                                             |
|  | \| \| Chloropidae \| \| \| \| \| \| Milichiidae \| \| \| \| |
|  |                                                             |
|  | Chloropidae                                                 |
|  |                                                             |
|  | Milichiidae                                                 |
|  |                                                             |

|  | Chloropidae |
|  |             |
|  | Milichiidae |
|  |             |

|  | Carnidae                                                         |
|  |                                                                  |
|  | \| \| Australimyzidae \| \| \| \| \| \| Inbiomyiidae \| \| \| \| |
|  |                                                                  |
|  | Australimyzidae                                                  |
|  |                                                                  |
|  | Inbiomyiidae                                                     |
|  |                                                                  |

|  | Australimyzidae |
|  |                 |
|  | Inbiomyiidae    |
|  |                 |

|  | Cryptochetidae                                              |
|  |                                                             |
|  | \| \| Chloropidae \| \| \| \| \| \| Milichiidae \| \| \| \| |
|  |                                                             |
|  | Chloropidae                                                 |
|  |                                                             |
|  | Milichiidae                                                 |
|  |                                                             |

|  | Chloropidae |
|  |             |
|  | Milichiidae |
|  |             |

|  | Cryptochetidae                                              |
|  |                                                             |
|  | \| \| Chloropidae \| \| \| \| \| \| Milichiidae \| \| \| \| |
|  |                                                             |
|  | Chloropidae                                                 |
|  |                                                             |
|  | Milichiidae                                                 |
|  |                                                             |

|  | Chloropidae |
|  |             |
|  | Milichiidae |
|  |             |

|  | Carnidae                                                         |
|  |                                                                  |
|  | \| \| Australimyzidae \| \| \| \| \| \| Inbiomyiidae \| \| \| \| |
|  |                                                                  |
|  | Australimyzidae                                                  |
|  |                                                                  |
|  | Inbiomyiidae                                                     |
|  |                                                                  |

|  | Australimyzidae |
|  |                 |
|  | Inbiomyiidae    |
|  |                 |

|  | Cryptochetidae                                              |
|  |                                                             |
|  | \| \| Chloropidae \| \| \| \| \| \| Milichiidae \| \| \| \| |
|  |                                                             |
|  | Chloropidae                                                 |
|  |                                                             |
|  | Milichiidae                                                 |
|  |                                                             |

|  | Chloropidae |
|  |             |
|  | Milichiidae |
|  |             |

|  | Cryptochetidae                                              |
|  |                                                             |
|  | \| \| Chloropidae \| \| \| \| \| \| Milichiidae \| \| \| \| |
|  |                                                             |
|  | Chloropidae                                                 |
|  |                                                             |
|  | Milichiidae                                                 |
|  |                                                             |

|  | Chloropidae |
|  |             |
|  | Milichiidae |
|  |             |

|  | Carnidae                                                         |
|  |                                                                  |
|  | \| \| Australimyzidae \| \| \| \| \| \| Inbiomyiidae \| \| \| \| |
|  |                                                                  |
|  | Australimyzidae                                                  |
|  |                                                                  |
|  | Inbiomyiidae                                                     |
|  |                                                                  |

|  | Australimyzidae |
|  |                 |
|  | Inbiomyiidae    |
|  |                 |

|  | Cryptochetidae                                              |
|  |                                                             |
|  | \| \| Chloropidae \| \| \| \| \| \| Milichiidae \| \| \| \| |
|  |                                                             |
|  | Chloropidae                                                 |
|  |                                                             |
|  | Milichiidae                                                 |
|  |                                                             |

|  | Chloropidae |
|  |             |
|  | Milichiidae |
|  |             |

|  | Cryptochetidae                                              |
|  |                                                             |
|  | \| \| Chloropidae \| \| \| \| \| \| Milichiidae \| \| \| \| |
|  |                                                             |
|  | Chloropidae                                                 |
|  |                                                             |
|  | Milichiidae                                                 |
|  |                                                             |

|  | Chloropidae |
|  |             |
|  | Milichiidae |
|  |             |

La filogenesi all'interno della famiglia è stata approfondita da Brake e si riassume nel seguente schema:
|  | Phyllomyzinae                                             |
|  |                                                           |
|  | \| \| Madizinae \| \| \| \| \| \| Milichiinae \| \| \| \| |
|  |                                                           |
|  | Madizinae                                                 |
|  |                                                           |
|  | Milichiinae                                               |
|  |                                                           |

|  | Madizinae   |
|  |             |
|  | Milichiinae |
|  |             |

### Sistematica
Le prime specie di Milichiidae, classificate nella prima metà dell'Ottocento, furono inserite fra i Chloropidae e i Chamaemyiidae, altre specie furono secondo i casi incluse fra i Muscidae e in Agromyza.
Hendel (1903) fu il primo a considerare i Milichiidae una famiglia distinta. La famiglia è stata per lungo tempo suddivisa in due sottofamiglie, Milichiinae e Madizinae, quest'ultima nota anche con il sinonimo Phyllomyzidae. Brake (2000) ha revisionato la tassonomia interna su base filogenetica e ha scorporato i Madizinae in due sottofamiglie, Madizinae sensu stricto e Phyllomyzinae. Attualmente sono classificate quasi 280 specie viventi, ripartite in 19 generi:
- Madizinae Czerny, 1909. Comprende 75 specie viventi descritte, distribuite fra tre generi.
  - Desmometopa Loew, 1866 (= Liodesma Duda, 1935, Paramadiza Malloch, 1913): 52 specie. Sottogeneri:
    - D. (Desmometopa)
    - D. (Litometopa)
    - D. (Platophrymyia)

  - Leptometopa Becker, 1903 (= Cnemoplegas Enderlein, 1927, Desmometopina Curran, 1930, Dicraeoptera Duda, 1932, Hypaspistomyia Hendel, 1907, Macrurus Lioy, 1864, Prodesmometopa Hendel, 1914, Rhynchomadiza Enderlein, 1934): 18 specie.
  - Madiza Fallén, 1810 (= Cleptoneria Lioy, 1864, Desmomyza Curran, 1934, Polphorina Enderlein, 1921): cinque specie.
- Milichiinae Bezzi, 1893. Comprende 125 specie viventi descritte, distribuite fra sei generi.
  - Enigmilichia Deeming, 1981: una specie.
  - Eusiphona Coquillett, 1897: quattro specie.
  - Milichia Meigen, 1830 (= Lobioptera Wahlberg, 1847, Prosaetomilichia Meijere, 1909): 38 specie.
  - Milichiella Giglio-Tos, 1895 (= Eccoptomma Becker, 1907, Ophthalmomyia Williston, 1896, Pareccoptomma Duda, 1935, Stenoporomyia Hendel, 1903): 42 specie.
  - Pholeomyia Bilimek, 1867 (= Macromilichia Hendel, 1932, Paramilichia Malloch, 1913, Pseudomilichia Becker, 1907, Rhynchomilichia Hendel, 1903): 39 specie.
  - Ulia Becker, 1907: una specie.
- Phyllomyzinae Brake, 2000. Comprende 76 specie viventi descritte, ripartite fra 10 generi.
  - Borneomyia Brake, 2004: due specie.
  - Aldrichiomyza Hendel, 1914 (= Aldrichiella Hendel, 1911): sei specie.
  - Costalima Sabrosky, 1953: una specie.
  - Microsimus Aldrich, 1926: una specie.
  - Neophyllomyza Melander, 1913 (= Vichyia Villeneuve, 1920): otto specie.
  - Paramyia Williston, 1897: 18 specie.
  - Paramyioides Papp, 2001: tre specie. Sottogeneri:
    - P. (Spinitrochanter)

  - Phyllomyza Fallén, 1810 (= Hendelimyza Duda, 1935): 32 specie.
  - Stomosis Melander, 1913 (= Siphonomyiella Frey, 1918): cinque specie.
  - Xenophyllomyza Ozerov, 1992: una specie.

## Fossili
La famiglia dei Milichiidae comprende un solo genere estinto, ma il numero complessivo di fossili ammonta a dieci specie, tutte risalenti al Cenozoico, di cui sette sono state classificate nel 2006:
- Milichiella. Vi sono comprese sette specie fossili, erroneamente attribuite al genere Phyllomyza prima della classificazione da parte di Brake (2006). Tutti i fossili di Milichiella sono presenti in inclusioni nell'ambra dominicana del Miocene:
  - M. archaia Brake, 2006
  - M. dolichosurstyla Brake, 2006
  - M. dominicana Brake, 2006
  - M. hennigi Brake, 2006
  - M. margaretae Brake, 2006
  - M. quadrisetosa Brake, 2006
  - M. theodori Brake, 2006
- Phyllomyza. Comprende due specie fossili, ritrovate in differenti sedimenti del Cenozoico:
  - P. hurdi Sabrosky, 1964. Ritrovata nell'ambra messicana e risalente perciò ad un periodo compreso fra la fine dell'Oligocene e il Miocene.
  - P. jaegeri Hennig, 1967. Ritrovata nell'ambra baltica, datata fra la fine dell'Eocene e l'inizio dell'Oligocene.
- Pseudodesmometopa Hennig, 1971. Unico genere estinto della famiglia, comprende una sola specie, ritrovata nell'ambra baltica:
  - P. succineum Hennig, 1971

## Distribuzione
I Milichiidae sono una famiglia cosmopolita, rappresentata in tutte le regioni zoogeografiche della Terra ad esclusione dell'Antartide; secondo Sabrosky (1987) diverse specie necrofaghe si sono diffuse, dal loro areale d'origine, in altre regioni attraverso gli scambi commerciali. I generi più ricchi di specie (Desmometopa, Leptometopa, Milichia, Milichiella, Phyllomyza) sono tutti cosmopoliti, con l'eccezione di Pholeomyia, rappresentato nel continente americano e nell'ecozona afrotropicale. Hanno un'ampia distribuzione anche i generi Aldrichiomyza, Neophyllomyza e Paramyia, presenti non in tutte le ecozone. Il quadro complessivo della distribuzione dei generi nelle sei regioni zoogeografiche è riassunto nella seguente tabella:
| Ecozona       | Generi cosmopoliti                                      | Generi di ampia distribuzione                                                   | Generi esclusivi            |
| ------------- | ------------------------------------------------------- | ------------------------------------------------------------------------------- | --------------------------- |
| Afrotropicale | Desmometopa Leptometopa Milichia Milichiella Phyllomyza | Aldrichiomyza, Neophyllomyza, Pholeomyia                                        | Enigmilichia                |
| Australasiana | Desmometopa Leptometopa Milichia Milichiella Phyllomyza | Neophyllomyza, Borneomyia, Eusiphona, Paramyia, Pholeomyia, Stomosis            |                             |
| Neartica      | Desmometopa Leptometopa Milichia Milichiella Phyllomyza | Aldrichiomyza, Eusiphona, Madiza, Neophyllomyza, Paramyia, Pholeomyia, Stomosis |                             |
| Neotropicale  | Desmometopa Leptometopa Milichia Milichiella Phyllomyza | Eusiphona, Paramyia, Pholeomyia, Stomosis                                       | Costalima, Microsimus, Ulia |
| Orientale     | Desmometopa Leptometopa Milichia Milichiella Phyllomyza | Aldrichiomyza, Borneomyia, Paramyia                                             | Paramyioides                |
| Paleartica    | Desmometopa Leptometopa Milichia Milichiella Phyllomyza | Aldrichiomyza, Madiza, Neophyllomyza, Paramyia                                  | Xenophyllomyza              |

In Europa sono rappresentate tutte le sottofamiglie con otto generi e circa 40 specie:
- Madizinae[25]: Desmometopa (sei specie), Leptometopa e Madiza (ciascuna con quattro specie).
- Milichiinae[26]: Milichia (otto specie), Milichiella (quattro specie).
- Phyllomyzinae[25]: Phyllomyza (13 specie), Neophyllomyza (due specie), Paramyia (una specie).

In Italia sono segnalate nove specie appartenenti ai generi Milichia, Madiza, Desmometopa, Leptometopa e Phyllomyza. Tutte le specie sono rappresentate nel Nord Italia, solo tre presenti anche nella penisola. Nessun membro della famiglia è segnalato nelle isole.